# 多田親愛

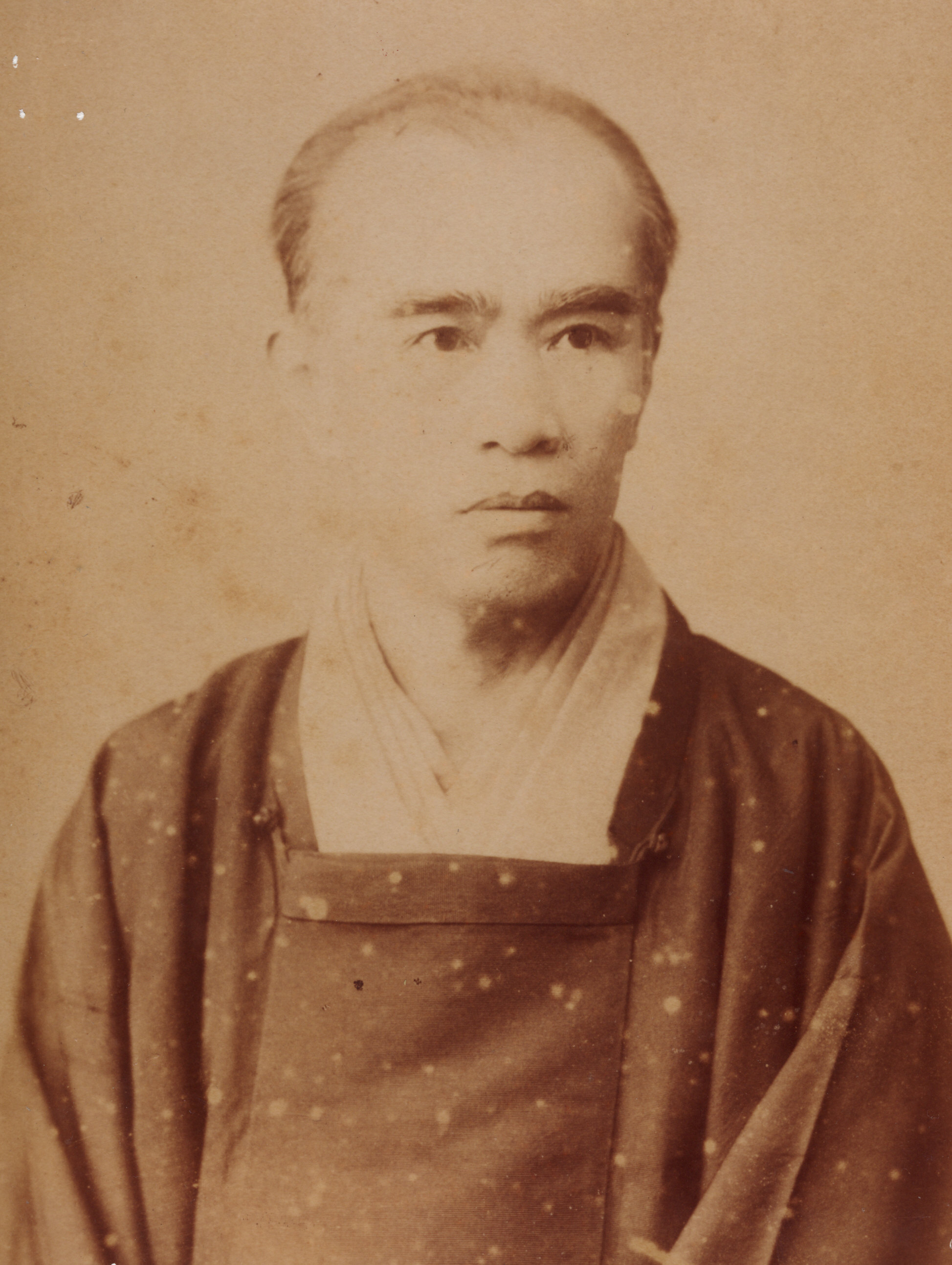
多田親愛

多田 親愛（ただ しんあい、天保11年11月15日（1840年12月8日） - 明治38年（1905年）4月18日）は、明治時代の歌人、書家。本名も親愛であるが「ちかよし」と読む。号には翠雲、雲亭がある。

## 業績
明治時代を代表する和様書家で、漢字・かな共によくし、「前期の親愛、後期の鵞堂」といわれ、明治時代のかな書道界で活躍した。明治20年（1887年）皇后の命により、色紙24枚を奉献して一躍書名が上がった。上代様の研究・復興に尽力し、かつ新しいかな書の普及に果たした役割は非常に大きなものであった。

## 書風

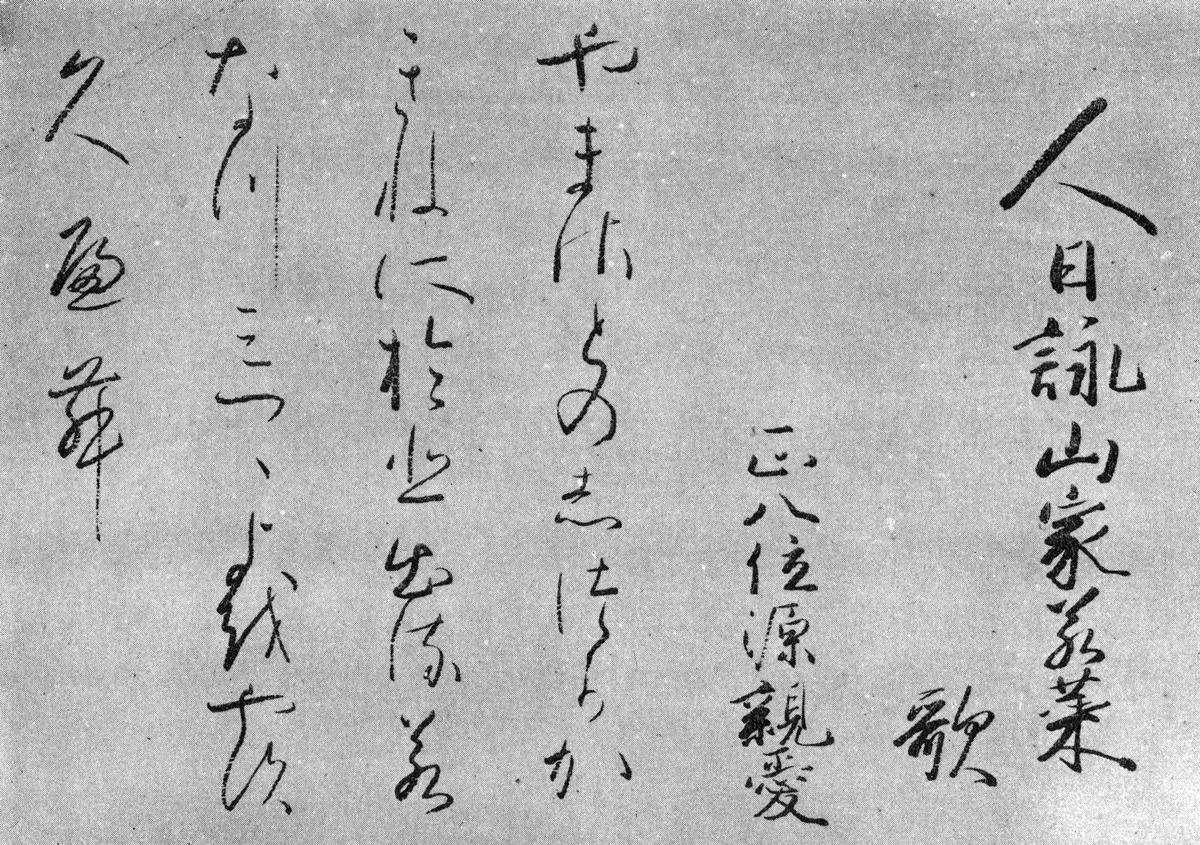
懐紙

高野切第二種系統を基調とする書風は上代様に迫るすばらしさを持っている。親愛のかなは江戸時代中期のかなの名手、近衛家熙から出ているといわれ、また小野鵞堂のかなは親愛から出ているといわれるが、鵞堂よりも親愛の方が品が高いと評されている。

## 生涯
天保11年（1840年）江戸芝に生まれる。はじめ芝神明宮の祢宜であったが、明治2年（1869年）に神祇官になり、明治7年（1874年）博物局（現在の東京国立博物館）史伝課属に出仕し、明治27年（1894年）まで勤めた。在勤中、博物局から古筆を借りることができ、家に持ち帰って模写した。特に歌合（十巻本）の『寛平御時后宮歌合』によって上代様を徹底的に究明した。
明治20年（1887年）に皇后の命により、色紙24枚を奉献した。田中親美は12歳で弟子入りしている。
明治23年（1890年）三条梨堂、東久世竹亭の提唱により、上代様かな研究を目的とした「難波津会」（なにはづかい）が結成され上代様の研究・復興に参画する。親愛は大口周魚、小野鵞堂、阪正臣らと共に参画し、のちの明治・大正のかな書の発展に大きく貢献した。
明治27年（1894年）に博物局を辞め、書に専念、明治38年（1905年）4月18日に64歳で下谷西町24の寓居で永眠した。墓所は黄檗宗牛頭山弘福寺（墨田区向島5-3-2）にあり、戒名を覚性院堪道唯心居士とする。

## 代表作
- 『月映鏡』

```
月映鏡
みがきつる　かがみにうつる月影は　ひかりのうへの　ひかりなりけり　親愛

```

初期の書で、江戸風の趣がある。
- 『山家風』

```
山家風
ふくかぜの　それだにたえておとせずは　やまざといかに　さびしからまし　親愛

```

円熟期の書で、古筆が自分のものになって優美で品がよく格調が高い。
- 『寄海祝』

```
寄海祝
よものうみ　たつしきなみもおほきみの　御稜威（みいつ）によりて　しづけかりけり　親愛

```

美しい半切の料紙に、大胆に3行で書いており、堂々として貫禄がある。

## 出版物
- 『立春帖』
- 『古今集序』

など多数。

## 門弟・知己
- 田中親美

明治20年（1887年）田中親美12歳のとき、大和絵画家の父有美のすすめで親愛の弟子になり、親愛は親美に古筆の書写をさせた。親美は次第に古筆の良さがわかるようになって虜になり、古筆研究家といわれるに至った。
- 岡麓
- 内藤湖南

親愛とその妻令の書風に湖南は深く傾倒し親交があった。湖南の初めての中国旅行記「燕山楚水」では、羅振玉との筆談において、親愛の書を見せた話（筑摩書房全集第二巻p107）、親愛が正倉院御物の雀頭筆を模し、唐代の筆を再現したものを借り受け厳復、羅らに試させた話（同p123）が記録されている。